# Visions (album, Grimes)
Visions je třetí studiové album kanadské hudebnice Grimes, které vyšlo 21. února 2012 pod vydavatelstvím 4AD. Na albu s Grimes spolupracoval její manažer Sebastian Cowan.
Album Visions vyhrálo v roce 2012 cenu Juno Award a bylo nominováno na cenu Polaris Music Prize.

## Pozadí tvorby
Claire Boucher, frustrovaná z nedostatku stability ve svém životě, začala v srpnu 2011 pracovat na Visions. Ještě předtím, než začala album nahrávat, měla od jejího tehdejšího manažera určený termín vydání. Po dobu tří týdnů ve svém domě v Montrealu album nahrávala „psychotickým tempem“, devět dní nespala ani nejedla a užívala amfetaminy, aby termín dodržela. Většina skladeb na albu byla dokončena během jediného dne, aniž by bylo vytvořeno mnoho demo verzí.

## Vydání
Vydání alba bylo oznámeno v říjnu 2011. V tu dobu také vyšla píseň „Oblivion“, která sloužila jako propagační singl. 19. ledna 2012 vyšel vedoucí singl „Genesis“.
Visions bylo streamováno na webu NPR týden před jeho vydáním ve Spojených státech. Album bylo vydáno 21. února 2012 a debutovalo na 98. místě v žebříčku Billboard 200. Do prosince 2015 se v USA prodalo okolo 110 tisíce kopií alba.

## Přijetí kritikou
Albu se dostalo obecně pozitivních recenzí od hudebních kritiků. Lindsay Zoladz z Pitchfork označila album za „nejlepší novou hudbu“. Jon Caramanica z The New York Times označil Visions za „jedno z nejpůsobivějších alb roku“. Rebecca Nicholsonová z The Guardian popsala Visions jako „chytré, vtipné album ke kterému je téměř nemožné si nezatančit“.
AllMusic prohlásil Visions za nejlepší album roku 2012. The Guardian jej označil za druhé nejlepší album roku 2012. NME zařadil album na druhé místo v seznamu 50 nejlepších alb roku 2012 a na 252. místo v jejich seznamu 500 nejlepších alb všech dob. Pitchfork a PopMatters oba jmenovali singl „Oblivion“ nejlepší písní roku 2012. Pitchfork dokonce označil „Oblivion“ za druhou nejlepší píseň desetiletí.

## Seznam skladeb
| Pořadí         | Název                                        | Délka |
| -------------- | -------------------------------------------- | ----- |
| 1.             | Infinite ♡ Without Fulfilment                | 1:36  |
| 2.             | Genesis                                      | 4:15  |
| 3.             | Oblivion                                     | 4:12  |
| 4.             | Eight                                        | 1:48  |
| 5.             | Circumambient                                | 3:43  |
| 6.             | Vowels = Space and Time                      | 4:21  |
| 7.             | Visiting Statue                              | 1:59  |
| 8.             | Be a Body (侘寂)                             | 4:20  |
| 9.             | Colour of Moonlight (Antiochus) (s Doldrums) | 4:00  |
| 10.            | Symphonia IX (my wait is u)                  | 4:53  |
| 11.            | Nightmusic (s Majical Cloudz)                | 5:03  |
| 12.            | Skin                                         | 6:09  |
| 13.            | know the way (outro)                         | 1:45  |
| Celková délka: | Celková délka:                               | 48:04 |

## Historie vydání
| Region         | Datum           | Vydavatelství          | Reference |
| -------------- | --------------- | ---------------------- | --------- |
| Kanada         | 31. ledna 2012  | Arbutus Records        | [ 33 ]    |
| USA            | 21. února 2012  | 4AD                    | [ 34 ]    |
| Austrálie      | 1. března 2012  | Remote Control Records | [ 35 ]    |
| Německo        | 29. března 2012 | 4AD                    | [ 36 ]    |
| Irsko          | 29. března 2012 | 4AD                    | [ 37 ]    |
| Velká Británie | 12. března 2012 | 4AD                    | [ 38 ]    |
| Francie        | 13. března 2012 | 4AD                    | [ 39 ]    |
| Japonsko       | 6. června 2012  | Hostess Entertainment  | [ 40 ]    |